# Armenak Warteressowitsch Jaltyrjan
Armenak "Aram" Jaltyrjan (* 13. Mai 1914 in Krym, Oblast Rostow am Don; † 18. Dezember 1999 ebenda) war ein sowjetischer Ringer armenischer Abstammung.

## Werdegang
Aram Jaltyrjan wuchs in Krym auf und begann dort im Alter von 16 Jahren 1930 mit dem Ringen. Später ging er nach Kiew und wurde Mitglied des Sportclubs Dynamo Kiew. Trainiert wurde er dort hauptsächlich von Alexander Pustinnikow. Er widmete sich beiden Stilarten, also der griechisch-römischen und der freien.
In der Sowjetunion war er ungemein erfolgreich und wurde von 1938 bis 1940 und von 1946 bis 1948 sechsmal sowjetischer Meister im griechisch-römischen Stil und von 1945 bis 1952 achtmal sowjetischer Meister im freien Stil.
Während des II. Weltkrieges war er Soldat in der Roten Armee und kämpfte in der Schlacht um Kiew gegen die Wehrmacht.
1947 nahm die Sowjetunion erstmals an einer internationalen Meisterschaft der FILA, der Europameisterschaft in Prag teil, obwohl sie damals noch gar nicht Mitglied der FILA war. Es wurde dort im griechisch-römischen Stil gerungen und Aram Jaltyrjan gewann im Leichtgewicht eine Silbermedaille. Er bezwang dabei u. a. Celal Atik aus der Türkei und unterlag in seinem letzten Kampf, als es um den Titel ging, gegen Gösta Jönsson-Frändfors aus Schweden.
Danach starteten sowjetische Ringer erst wieder bei den Olympischen Spielen 1952 in Helsinki. Aram Jaltyrjan gehörte wieder der sowjetischen Mannschaft an, startete dieses Mal aber im freien Stil. Er verlor dabei im Leichtgewicht gleich seinen ersten Kampf gegen Olle Anderberg aus Schweden, siegte dann über Risto Talosela aus Finnland und Erik Östrand aus Dänemark, verlor aber dann gegen Jahanbakht Tofigh aus dem Iran und schied aus. Er belegte damit einen ehrenvollen 4. Platz.
Danach beendete er seine aktive Ringerlaufbahn und wurde ein sehr erfolgreicher Trainer. Im Laufe dieser Tätigkeit formte er u. a. Wladimir Sinjawski, Boris Gurewitsch, Juri Gusow und Wladimir Gulutkin zu Weltklasseringern.
1986 kehrte er nach Krym zurück, betätigte sich aber auch dort noch als Trainer.

## Internationale Erfolge
| Jahr | Platz | Wettbewerb     | Stil | Gewichtsklasse | Ergebnisse |
| 1947 | 2.    | EM in Prag     | GR   | Leicht         | nach Siegen über Giacomo Gesino, Italien, Károly Ferenczy, Ungarn, August Höjrup, Dänemark, Ladislaw Mihalík, Tschechoslowakei und Celal Atik, Türkei und einer Niederlage gegen Gösta Jönsson-Frändfors, Schweden |
| 1952 | 4.    | OS in Helsinki | F    | Leicht         | nach einer Niederlage gegen Olle Anderberg, Schweden, Siegen über Risto Talosela, Finnland und Erik Östrand, Dänemark und einer Niederlage gegen Jahanbakht Tofigh, Iran                                           |

Erläuterungen
- GR = griechisch-römischer Stil, F = Freistil
- OS = olympische Spiele, EM = Europameisterschaft
- Leichtgewicht, damals bis 67 kg Körpergewicht